# Judit (Josep Maria de Sagarra)
Judit és un misteri en tres actes i en vers, original de Josep Maria de Sagarra, estrenat al teatre Novetats de Barcelona, la vetlla del 16 d'abril de 1929.

## Repartiment de l'estrena
- Judit: Emília Baró
- Sara: Antònia Baró
- Absolon: Antoni Gimbernat.
- Baltasar: Just Gómez.
- Holofernes: Joaquim Torrents.
- Jonàs: Evelí Galceran.
- Gad: Francesc Ferràndiz
- Jehú: Antoni Martí.
- Sant de Betúlia: Jaume Banyeres.
- Barac: Sr. Soler.
- Esclau: Sr. Duran.
- Quatre soldats: ?
- Direcció escènica de Carles Capdevila